# Melissoptila pubescens
Melissoptila pubescens är en biart som först beskrevs av Smith 1879.  Melissoptila pubescens ingår i släktet Melissoptila och familjen långtungebin. Inga underarter finns listade i Catalogue of Life.